# العلاقات المغربية الفنلندية
العلاقات المغربية الفنلندية هي العلاقات الثنائية التي تجمع بين المغرب وفنلندا.

## موقف فنلندا بشأن مخطط الحكم الذاتي
عرفت العلاقات الثنائية بين المغرب وفنلندا تطورا ملحوظا في الآونة الأخيرة، وهو ما جعل من هذه الأخيرة تنظم إلى الدول التي سجلت اعترافها بمخطط الحكم الذاتي الذي تقدم به المغرب سنة 2007 كحل نهائي لإنهاء نزاع الصحراء، اعتبرت فنلندا المخطط المغربي للحكم الذاتي “أساسا جيدا” لحل لنزاع الإقليمي حول الصحراء المغربية، وجدير بالذكر أن فنلندا تعتبر أول دولة من شمال أوروبا تدعم هذه المبادرة.

## مقارنة بين البلدين
هذه مقارنة عامة ومرجعية للدولتين:
| وجه المقارنة                                              | المغرب                                 | فنلندا                                                                               |
| --------------------------------------------------------- | -------------------------------------- | ------------------------------------------------------------------------------------ |
| المساحة (كم2)                                             | 710.85 ألف                             | 338.42 ألف                                                                           |
| عدد السكان (نسمة)                                         | 36.07 مليون                            | 5.52 مليون                                                                           |
| الكثافة السكانية (ن./كم²)                                 | 50.74                                  | 16.31                                                                                |
| العاصمة                                                   | الرباط                                 | هلسنكي                                                                               |
| اللغة الرسمية                                             | اللغة العربية، أمازيغية معيارية مغربية | اللغة الفنلندية، اللغة السويدية                                                      |
| العملة                                                    | درهم مغربي                             | يورو، ماركا فنلندية                                                                  |
| الناتج المحلي الإجمالي (بليون دولار)                      | 109.14 مليار                           | 251.88 مليار                                                                         |
| الناتج المحلي الإجمالي (تعادل القوة الشرائية) بليون دولار | 274.06 مليار                           | 231.84 مليار                                                                         |
| الناتج المحلي الإجمالي الاسمي للفرد دولار أمريكي          | 2.88 ألف                               | 42.31 ألف                                                                            |
| الناتج المحلي الإجمالي للفرد دولار أمريكي                 | 7.49 ألف                               | 40.68 ألف                                                                            |
| مؤشر التنمية البشرية                                      | 0.628                                  | 0.883                                                                                |
| رمز المكالمات الدولي                                      | +212                                   | +358                                                                                 |
| رمز الإنترنت                                              | .ma                                    | .fi                                                                                  |
| المنطقة الزمنية                                           | ت ع م+01:00                            | ت ع م+02:00، ت ع م+03:00، أوروبا/هلسنكي ‏، توقيت شرق أوروبا، توقيت شرق أوروبا الصيفي ‏ |

## منظمات دولية مشتركة
يشترك البلدان في عضوية مجموعة من المنظمات الدولية، منها:
| علم المنظمة | اسم المنظمة                               | تاريخ انضمام المغرب | تاريخ انضمام فنلندا |
| ----------- | ----------------------------------------- | ------------------- | ------------------- |
|             | مؤسسة التنمية الدولية                     | 29 ديسمبر 1960      | 29 ديسمبر 1960      |
|             | يونسكو                                    | 7 نوفمبر 1956       | 10 أكتوبر 1956      |
|             | وكالة ضمان الاستثمار متعدد الأطراف        | 17 سبتمبر 1992      | 28 ديسمبر 1988      |
|             | الأمم المتحدة                             | 12 نوفمبر 1956      | 14 ديسمبر 1955      |
|             | الفريق المعني برصد الأرض                  | ?                   | ?                   |
|             | الاتحاد البريدي العالمي                   | ?                   | ?                   |
|             | البنك الدولي للإنشاء والتعمير             | 25 أبريل 1958       | 14 يناير 1948       |
|             | المنظمة الهيدروغرافية الدولية             | ?                   | ?                   |
|             | الاتحاد الدولي للاتصالات                  | 1 نوفمبر 1956       | 1 سبتمبر 1920       |
|             | منظمة حظر الأسلحة الكيميائية              | ?                   | ?                   |
|             | مؤسسة التمويل الدولية                     | 30 أغسطس 1962       | 20 يوليو 1956       |
|             | المركز الدولي لتسوية المنازعات الاستشارية | 10 يونيو 1967       | 8 فبراير 1969       |
|             | منظمة التجارة العالمية                    | 1995                | 1995                |
|             | منظمة الشرطة الجنائية الدولية             | ?                   | ?                   |
|             | البنك الإفريقي للتنمية                    | ?                   | ?                   |

## أعلام
هذه قائمة لبعض الشخصيات التي تربطها علاقات بالبلدين:
- سارا شفق (25 أكتوبر 1990 – )
- ساري عيسايا (21 فبراير 1967 – )

## وصلات خارجية
- موقع وزارة الخارجية المغربية
- موقع وزارة الخارجية الفنلندية